# Herholz
Herholz ist ein Familienname des deutschen Sprachraumes.

## Herkunft und Bedeutung
Niederdeutscher Familienname, entstanden aus dem Personennamen Herold(t) bzw. Herhold(t) (z. B. Johanna Helena Herolt), dessen Genitivform zur Bezeichnung der Sohn- bzw. Vaterschaft (Patronym) verwendet wurde, mit der germanischen Sprachwurzel Hari (got. Harijis) = ahd. Heer. Bei Tacitus erstmals als lat.-germ. Name des Bataverfürsten Chariovalda erwähnt. Ob es sich bei Bezeichnung Chariovalda (germ. Hariowald = „im Heere waltend“) um einen Personennamen handelt oder um die allgemeine Bezeichnung der Bataver für ihre Heerführer, ist nicht geklärt. Später wurde der Genitiv des Familiennamens Her(h)old(t) „verhochdeutscht“ zu Herholz und das s zu einem z (s. Helmold – Helmholtz, Fromolt – Frommholtz etc.).

## Namensträger
- Andreas Herholz (1789–1870), deutscher Geistlicher und Politiker
- Eckhard Herholz (* 1946), deutscher Sportreporter
- Gerd Herholz (* 1952), deutscher Schriftsteller, Kulturmanager und Journalist
- Kurt Herholz (1905–1983), deutscher Politiker (KPD/SED) und Gewerkschafter

## Belege
- Bahlow, Hans: Niederdeutsches Namenbuch – Verlag Martin Sändig oHG, Wiesbaden 1972
- Heintze, Albert: Die Deutschen Familiennamen – geschichtlich, geographisch, sprachlich. – Nachdr. d. Ausg. v. 1903, Salzwasser-Verlag GmbH, Paderborn 2012
- Tacitus, Annales, Buch 2.